# Ichthydium dubium
Ichthydium dubium är en djurart som tillhör fylumet bukhårsdjur, och som beskrevs av Preobrajenskaja 1926. Ichthydium dubium ingår i släktet Ichthydium och familjen Chaetonotidae. Inga underarter finns listade i Catalogue of Life.